# 和沙哲郎
和沙 哲郎（わさ てつろう、1954年〈昭和29年〉11月16日 - ）は、島根県邑智郡出身のフリーアナウンサー・大阪芸術大学放送学科アナウンスコース教授。元・朝日放送アナウンサーで、妻はラジオパーソナリティの阪口佳澄。

## 来歴・人物
関西学院大学文学部英文科卒業後の1978年に、アナウンサーとして朝日放送（ABC）へ入社。入社後は、長らくスポーツアナウンサーとして活動した後に、アナウンス部長を務めた。
部長在任中の2003年には、同郷で部下の宮根誠司がフリーアナウンサーへの転身を表明したことを受けて、周りの社員とともに宮根の慰留に努めた（宮根は結局転身）。部長職の退任を機にアナウンサーとしての活動を再開したが、スポーツ実況の第一線からは事実上引退。『ダンディ・エクスプレス』『ダンディ・サタデー／ダンディ・サンデー』など、主にABCラジオの番組でパーソナリティを務めた。ただし、2006年8月には、朝日放送の関連会社・スカイ・Aの東北楽天ゴールデンイーグルス対北海道日本ハムファイターズ戦中継（22日・岩手県営野球場、23日・フルキャストスタジアム宮城）で久々に実況を担当している。
特技はリコーダーで、笛吹きの名人。朝日放送へ勤務していた2001年～2002年の全日本リコーダー・コンクールでは、銀賞を受賞した。また、中学・高校生時代には、ブラスバンド部で主にトランペットを演奏。全国大会への出場を経験したほか、大学生時代にはオーボエも演奏していた。朝日放送へ入社してからも、阪神戦の中継で実況を担当した際に、阪神の選手が本塁へ生還したタイミングでリコーダーを吹いたことがあるという。ちなみに、スポーツ中継の担当から退いた後の2011年からは、ABCラジオで『吹奏楽の時間』という番組が11年間にわたって放送されていた。
妻の阪口とは、ABCラジオの深夜番組『ABCヤングリクエスト』で同じ時期に出演していたことが縁で結婚。同番組では、担当曜日が異なっていたため、2人で進行したのは1回だけにとどまった（和沙が阪口担当の曜日にパーソナリティ代理で出演）。しかし、結婚後の2007年から2009年までは、『和沙家の食卓』という同局の番組で「夫婦共演」を果たしている。
2014年の誕生日で60歳になったことから、2015年3月31日付で朝日放送を定年退職。退職後は、関西を中心にフリーアナウンサーとして活動するかたわら、大阪芸術大学放送学科の教授として後進の指導に当たっている。

## 現在の担当番組
- ダンディ 歌の旅人（ABCラジオ、2015年4月4日 - 、毎週土曜日6:30 - 6:45） ※朝日放送からの退職・フリーアナウンサーへの転身後初のレギュラー番組。

## 過去の担当番組
いずれも朝日放送アナウンサー時代

### テレビ
- ゴールデンナイター
- 全国高校野球選手権大会中継（1991年は決勝の実況を担当）
- 全国社会人ラグビー選手権大会
- '86男子バレーボール世界選手権大会（テレビ朝日制作、準決勝リーグ・日本対ポーランド戦実況）
- ABC NEWS（不定期）
- 土曜ワイド劇場（2009年7月18日より　ABCが製作する第3土曜日放送分の解説放送の担当者）
- 必殺シリーズ（2012年の「必殺仕事人2012」、2013年の「必殺仕事人2013」の解説放送の担当者）

### ラジオ
- ABCフレッシュアップナイター
- 全国高校野球選手権大会中継
- 朝日新聞ニュース→ABC朝日ニュース→ABCニュース - 2009年4月から2012年3月までは月・火曜日、2012年4月から2012年9月までは水～金曜日の「ニュースデスク」を担当。「ニュースデスク」時代も、シフト勤務の一環で、他の曜日にニュースを読むことがあった。
- ABCヤングリクエスト[1]
- 日曜なつメロ大行進（2003年）
- 30分一番勝負（2000年）
- ダンディ・エクスプレス（2001年、2002年、2006年、2007年の年度下半期）
- 和沙家の食卓（2007年12月・2008年2月に特番、2008年4月-2009年3月レギュラー番組）
- ダンディ・サタデー／ダンディ・サンデー（2007年-2010年6月）
- ABCラジオ創立60周年記念『みんなでGO!GO!60周年』（2010年11月13日）
- 朝の一句〜四季を詠む〜（2010年10月 - 2015年3月28日）
- 吹奏楽の時間（2011年 - 2022年3月27日）※朝日放送アナウンサー時代の2011年4月と6月に、単発番組として放送。同年7月からの月1回放送を経て、2012年4月から10年間にわたって毎週放送を実施していた。
- ダンディ 歌の旅（2015年1月3日 - 3月21日）　※『ダンディ　歌の旅人』の前身番組

2020年10月8日から2021年9月16日までは、『桑原征平粋も甘いも』内の「桑原家の一族」（当時放送されていた木曜日13時台前半のコーナー）で、『犬神家の一族』映画版のナレーション風に吹き込んだ口上の音源がオープニングで流れていた。